# 1001 Gramm
1001 Gramm ist ein norwegisch-deutsch-französisches Filmdrama von Bent Hamer aus dem Jahr 2014.

## Handlung
Die junge Marie Ernst arbeitet im norwegischen Eichamt. Sie lebt in Trennung von ihrem Mann Yngve, der unregelmäßig seinen Besitz aus der gemeinsamen Wohnung holt. Ihr sozialer Kontakt beschränkt sich im Wesentlichen auf ihren Vater Ernst Ernst, einen angesehenen Wissenschaftler im Eichamt. Ernst soll in einer Woche am Kiloseminar in Paris teilnehmen, erleidet jedoch einen schweren Herzinfarkt und muss ins Krankenhaus. An seiner Stelle fährt Marie zum Seminar, das im Internationalen Büro für Maß und Gewicht BIPM – Heim des internationalen Kilogrammprototyps aus dem Jahr 1889 – abgehalten wird. Zum Seminar nimmt sie den norwegischen Kilo-Prototypen des Eichamts mit, der neu kalibriert werden muss.
Nach Ende des Seminars wartet Marie wie alle anderen Mitarbeiter internationaler Eichämter auf ein Taxi und lernt dabei den Gärtner des BIPM, Pi, kennen, der sie zu ihrem Hotel bringt. Das norwegische Kilo bleibt zur Kalibrierung in Paris, während Marie nach Oslo zurückkehrt. Sie sucht Ernst im Krankenhaus auf. Er denkt darüber nach, was nach dem Tode bleibt. Es würde behauptet, die Seele wiege 21 Gramm. Wär schon interessant, das zu erfahren. Auch die Vergangenheit lässt ihn nicht los, vor allem die Beziehung zu seinem jüngeren Bruder. Beide haben keinen Kontakt mehr, seit ihr Vater Ernst den Familienhof zugesprochen hatte. Ernst erkennt, dass der Hof an seinen Bruder Gunnar hätte gehen sollen, der ihn als Bauer hätte bewirtschaften können. Gunnar ist stattdessen nach Paris gegangen, wo er als Anstreicher arbeiten soll. Ernst bietet seiner Tochter die Übernahme des Hofes an, doch Marie lehnt ab. Nachts erhält Marie telefonisch die Mitteilung, dass Ernst im Krankenhaus verstorben sei. Nach seinem Willen soll er eingeäschert werden.
Marie begibt sich trotz des familiären Todesfalls nach Paris und holt das kalibrierte norwegische Kilo ab. Sie findet ihren Onkel und teilt ihm mit, dass Ernst verstorben sei. Zudem sucht sie Pi auf, der in seiner Freizeit das Singverhalten der Vögel in und außerhalb von Paris untersucht. Zurück in Oslo sieht sie, dass ihr Exmann erneut in ihrer Wohnung ist, um diesmal seine Bilder abzuhängen. Verstört fährt sie zum Hof des Vaters und landet auf der Fahrt mit ihrem kleinen Elektrowagen im Graben. Die Umhüllung des norwegischen Kiloprototyps wird dabei beschädigt. Bevor das norwegische Eichamt dies erfährt, begibt sich Marie erneut nach Paris, um das Kilo reparieren zu lassen. In Frankreich ist jedoch Feiertag und das BIPM geschlossen. Nur Pi ist vor Ort und hilft ihr. Sie erkennt, dass Pi nicht nur Gärtner des Instituts ist, sondern in Wirklichkeit Physikprofessor. Er hat 15 Jahre am BIPM gearbeitet und sieht das Gärtnern als Ausgleich. Persönlich finden Marie und Pi Gemeinsamkeiten, weil er nur noch seine Mutter hat. Sie ist an Alzheimer erkrankt und wird von ihm gepflegt, auch wenn er weiß, dass sie bald in einem Heim betreut werden muss. Marie und Pi kommen sich näher.
In Oslo holt Marie die Urne mit den sterblichen Überresten Ernsts ab. Im Eichamt wiegt sie die Asche. Zunächst zeigt die Waage 1022 Gramm. Nach einigen Augenblicken geht die Anzeige auf 1001 Gramm zurück. Die 21 Gramm sind entwichen. Marie lächelt. Nachdem sie die Hinterlassenschaften Ernsts im Eichamt geordnet hat, fliegt sie zum Urlaub nach Paris. Mit Pi widmet sie sich der Vogelbeobachtung. Beide schlafen schließlich am Abend in der Badewanne miteinander, wobei sie diverse Längenangaben durchsprechen.

## Produktion

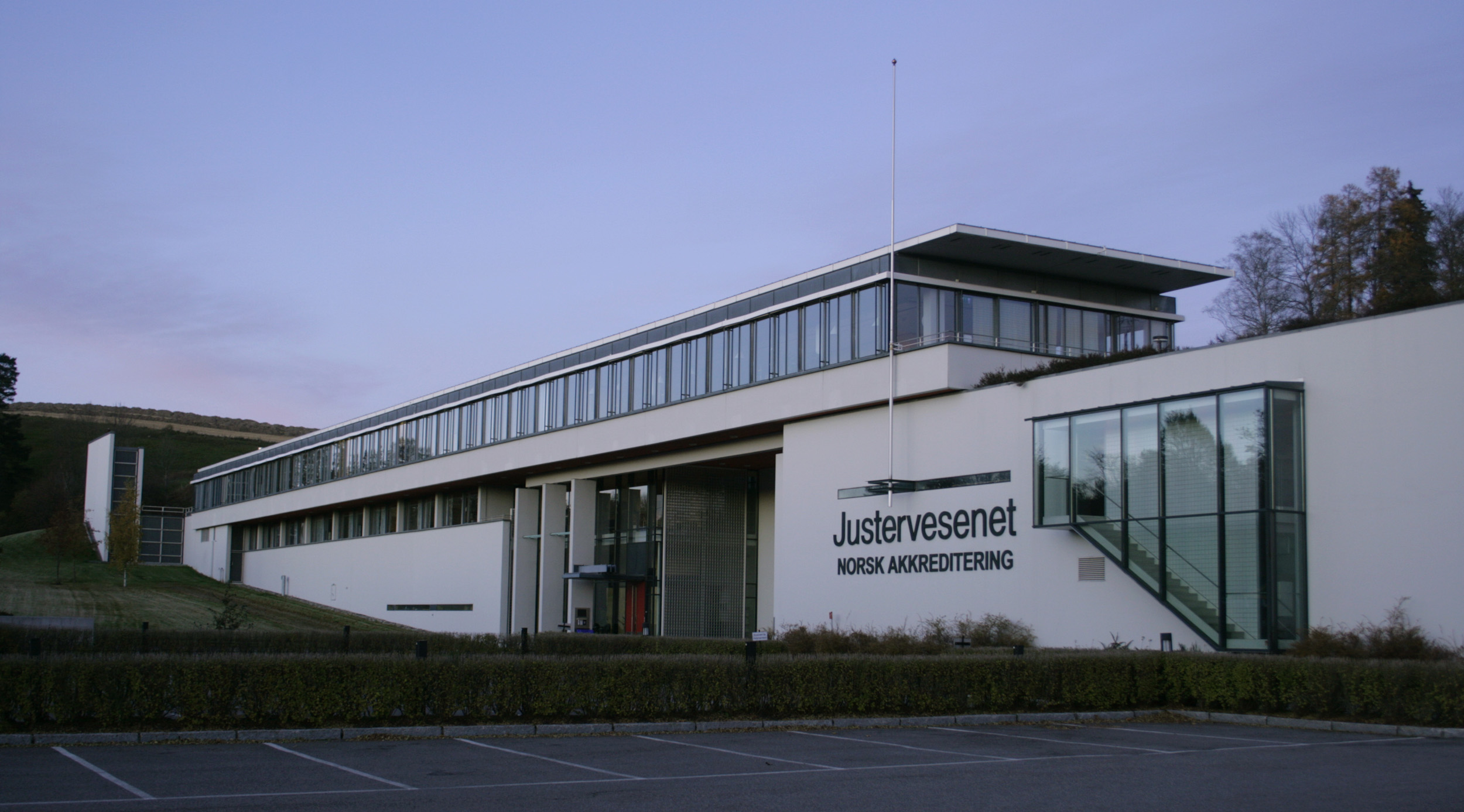
Das Justervesenet in Kjeller, ein Drehort des Films

1001 Gramm war der siebente Kinofilm von Regisseur Bent Hamer. Er entstand in norwegisch-deutsch-französischer Koproduktion, wobei neben der BulBul Film (Norwegen) auch die deutschen Produktionsfirmen Pandora Filmproduktion und ZDF sowie die französische Firma Slot Machine beteiligt waren. Die Dreharbeiten fanden vom 6. Mai bis 8. Juli 2013 in Oslo, Köln und Paris und Umgebung statt. Drehorte waren unter anderem das norwegische Eichamt Justervesenet in Kjeller bei Oslo und das Internationale Büro für Maß und Gewicht in Sèvres bei Paris. Maries charakteristisches blaues Auto stammt vom Hersteller Buddy Electric.
Die Kostüme schufen Olivier Ligen und Anne Pedersen, die Filmbauten stammten von Astrid Strøm Astrup und Tim Pannen. Der Titel des Films bezieht sich auf das Gewicht der sterblichen Überreste von Maries Vater.
Der Film erlebte am 7. September 2014 auf dem Toronto International Film Festival seine Premiere und war Ende Oktober 2014 als Eröffnungsfilm der Nordischen Filmtage Lübeck in Deutschland zu sehen. Er lief am 18. Dezember 2014 in den deutschen Kinos an und erschien im Juni 2015 in Deutschland auf DVD.

## Synchronisation auf Deutsch
| Rolle                | Darsteller             | Synchronsprecher       |
| -------------------- | ---------------------- | ---------------------- |
| Marie Ernst          | Ane Dahl Torp          | Katrin Zimmermann      |
| Pi                   | Laurent Stocker        | Viktor Neumann         |
| Wenche               | Hildegun Riise         | Michaela Kametz        |
| Ernst Ernst          | Stein Winge            | Ernst-August Schepmann |
| Moberg               | Per Christian Ellefsen | Hans-Gerd Kilbinger    |
| Gérard               | Didier Flamand         | Josef Tratnik          |
| Zollbeamtin          | Dinara Drukarova       | Mirjam Radovic         |
| Zollbeamter          | Daniel Drewes          | Daniel Drewes          |
| Dr. Reinhard Winkler | Peter Hudson           | Gregor Höppner         |

## Kritik
Für Cinema war 1001 Gramm ein „[s]ehr ruhig erzähltes, aber charmantes Drama, das durch seinen feinen Humor besticht“. Regisseur Bent Hamer habe um die Figur der Marie „eine melancholische Komödie gebaut, in der die Zuneigung für sie nicht ausschließt, ihre Defizite zu benennen“, befand der Spiegel. Die Welt schrieb, dass „Marie als reale Figur, die wie vorprogrammiert zu einer neuen Liebe und einer neuen Lockerheit findet, […] ihm [d.i. Brent Hamer] zu skizzenhaft, um nicht zu sagen: zu leichtgewichtig [gerät].“
Der Film sei optisch „ein Genuss. Die klaren, statischen Einstellungen sind farblich genau durchkomponiert, und der leise Humor der Erzählung spiegelt sich auf der Bildebene“, urteilte der Tagesspiegel.

## Auszeichnungen
Auf dem Chicago International Film Festival gewann der Film einen Silbernen Hugo für die Beste Kamera. Bent Hamer wurde 2014 auf dem Les Arcs European Film Festival für einen Flèche de Cristal und auf dem Tokyo International Film Festival für den Tokio Grand Prix nominiert.
Bei der Verleihung des Filmpreises Amanda gewann der Film die Auszeichnung in der Kategorie Bestes Drehbuch. In den Kategorien Bester norwegischer Film, Beste Regie, Beste Filmmusik, Beste Kamera und Bestes Szenenbild wurde der Film für einen Amanda nominiert.1001 Gramm war Norwegens Einreichung für den Oscar 2015 in der Kategorie Bester fremdsprachiger Film, wurde jedoch durch die Academy nicht nominiert.